# 加藤浩次のちゃっかりバズってます!!
『加藤浩次のちゃっかりバズってます!!』（かとうこうじのちゃっかりバズってます）は、テレビ西日本で2021年5月8日（7日深夜）から2023年4月1日（3月31日深夜）まで放送されていたトークバラエティ番組である。

## 概要
司会を務める加藤浩次（極楽とんぼ）が今をときめく話題のYouTuber、TikToker、ライバーなどSNSでバズっている配信者を招いて、その魅力に迫りバズる3か条を学んでいく番組。
配信アプリ「ミクチャ」やミクチャの公式YouTubeチャンネルで見逃し配信を行っている。

## 出演者
- 加藤浩次（極楽とんぼ） - MC

## 過去の放送
第1回
出演者：加藤浩次、鈴木拓
ゲスト：すみぽん
3ヵ条
- ①最初の1秒で引きつける
- ②絶対笑顔は崩さない
- ③自分だけの掛け算をする

第2回
出演者：加藤浩次、アイデンティティ
ゲスト：みーちゆ
3ヵ条
- ①1500日以上！毎日配信中
- ②あえてライバー以外の副業
- ③すべてをさらけ出す

第3回
出演者：加藤浩次、アイデンティティ
ゲスト：やまげ＆るあ
3ヵ条
①カップルチャンネルで勝負
- ②後先考えず全力で体を張る

- ③トレンドはいち早く取り入れる

第4回
出演者：加藤浩次、鈴木拓
ゲスト：街録ch三谷三四郎D（前編）
第5回
出演者：加藤浩次、近藤春菜、鈴木拓
ゲスト：街録ch三谷三四郎D（後編）
3ヵ条
- ①トレンドを追いかけない
- ②嘘をつかない
- ③恨まれないように作る

第6回
出演者：加藤浩次、近藤春菜
ゲスト：はじめしゃちょー（前編）
第7回
出演者：加藤浩次、近藤春菜
ゲスト：はじめしゃちょー（後編）
3ヵ条
- ①タブーに挑戦
- ②怒れ！
- ③狙うな

第8回
出演者：加藤浩次、近藤春菜
ゲスト：HY 仲宗根泉
3ヵ条
- ①一人の為だけに歌う
- ②着飾らない
- ③生配信で即興ソング

第9回
出演者：加藤浩次、近藤春菜
ゲスト：りり姫
3ヵ条
- ①あえてライバー以外の副業をする
- ②必ずコスチュームで配信
- ③他のライバーを応援する

第10回
出演者：加藤浩次、近藤春菜
ゲスト：山本圭壱（前編）
第11回
出演者：加藤浩次、近藤春菜
ゲスト：山本圭壱（中編）
第12回
出演者：加藤浩次、近藤春菜
ゲスト：山本圭壱（後編）、HY 仲宗根泉
3ヵ条
- ①凸
- ②喧嘩
- ③マッコイ

第13回
出演者：加藤浩次、クロちゃん
ゲスト：SUSURU
3ヵ条
- ①二郎系・背脂系・家系が伸びる
- ②チャンネルを食べログ化する
- ③体重◯キロを維持

第14回
出演者：加藤浩次、クロちゃん
ゲスト：古城紋（前編）
第15回
出演者：加藤浩次、クロちゃん
ゲスト：古城紋（後編）
3ヵ条
- ①配信はコンサート
- ②目標をリスナーに伝える
- ③リスナーに直接会いに行く

第16回
出演者：加藤浩次、山本圭壱
ゲスト：ラファエル（前編）
第17回
出演者：加藤浩次、山本圭壱
ゲスト：ラファエル（後編）
3ヵ条
- ①年収1億円を超えるまでサラリーマンをやめるな！
- ②無人島チャンネルをやれ！
- ③テレビの下をいけ！

第18回
出演者：加藤浩次、山本圭壱
ゲスト：上原亜衣
３ヵ条
- ①エロをかわいく♡
- ②アドリブが得意♡
- ③ヘタくそに挑戦♡

第19回
出演者：加藤浩次、近藤春菜
ゲスト：エミリン（前編）
第20回
出演者：加藤浩次、近藤春菜
ゲスト：エミリン（後編）
3ヵ条
- ①「可愛くない私」が根本
- ②私はネットのオタク女子
- ③アンチから学ぶ

## スタッフ
- 企画・総合演出：井上尚也
- ナレーター：野村美甫
- 構成：石坂伸太郎、島津宏貴
- 撮影：谷口慎太郎、安藤太郎、土方隆司、橋本和直
- 音声：中村太樹、古閑誠
- 装置：森俊輔
- スタイリスト：池田未来
- メイク：福田彩、渡邊佑美
- 編集：檜山勉、毛利陽平
- MA：飯田言樹
- 技術協力：grasp
- 音効：安原裕人、森元駿介
- CG：飯田恵
- 衣装協力：Milok、BRU NA BOINNE
- 宣伝：飯田真紀
- YouTube運用：高埜聖
- AD：市川輝
- デスク：山岸慶
- アシスタントプロデューサー：奥秋桃子
- ライバー協力：服部健人、大西啓悟、高橋智洋
- ディレクター：金島豊、岩波純、梅津聡真
- チーフディレクター：松原翔吾
- プロデューサー：佐々木慎
- チーフプロデューサー：青木良憲
- 制作協力：ミクチャ・DONUTS CREATIVE
- 制作著作：DONUTS